# Митчелл, Эрик
Эрик Митчелл (англ. Eric Mitchell) род. 10 апреля 1992 года в Калгари — канадский прыгун с трамплина, участник Олимпийских игр в Ванкувере.
В Кубке мира Митчелл не выступал. В Континентальном кубке Митчелл дебютировал в марте 2008 года, тогда же впервые попал в тридцатку лучших на этапах Континентального кубка. Всего имеет 7 попаданий в тридцатку лучших на этапах Континентального кубка. Лучшим результатом в общем зачёте Континентального кубка является для Митчелла 138-е место в сезоне 2007-08.
На Олимпиаде-2010 в Ванкувере, принимал участие во всех трёх дисциплинах: нормальный трамплин - 49-е место в квалификации, большой трамплин - 51-е место в квалификации, командные соревнования - 12-е место.
За свою карьеру в чемпионатах мира участия не принимал.